# ヴィヴィアン・スローター

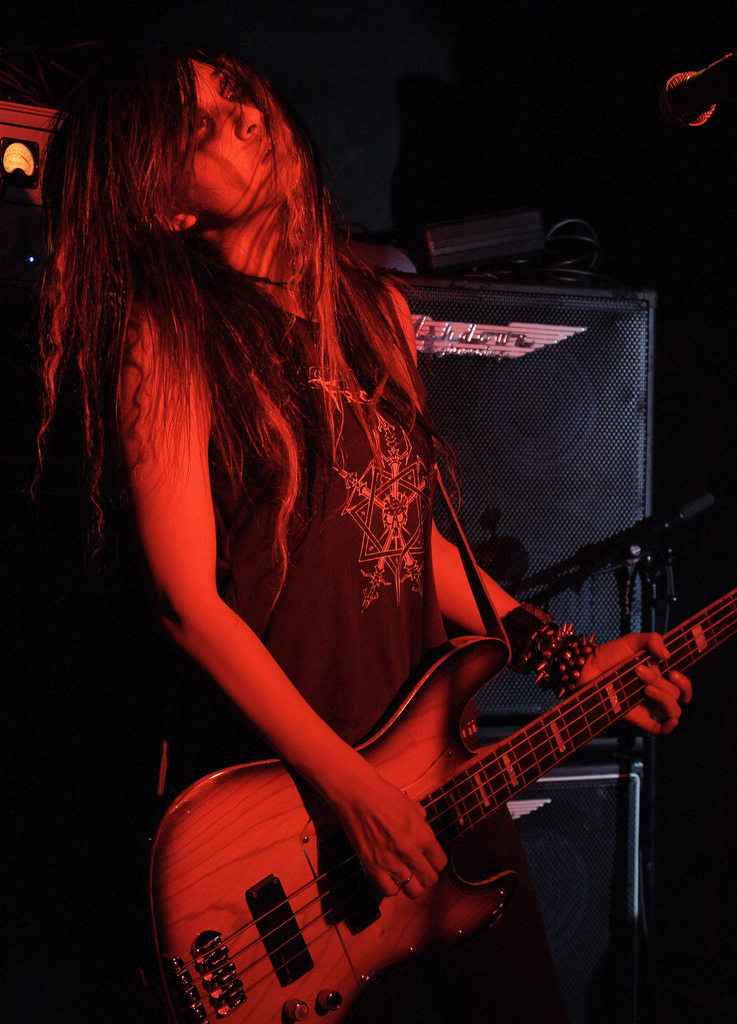
2007年

ヴィヴィアン・スローター（Vivian Slaughter、1978年6月30日 - ）は、日本の女性ミュージシャン。エクストリーム・メタルバンド、Gallhammerのメンバーとして著名。夫はノルウェーのミュージシャン、スヴェン・エリック・クリスチャンセン。

## 略歴
2003年、Gallhammerを結成し、リードボーカルとベースを担当していた。2010年にノルウェーに移住し、2011年以降から音楽活動をしていなかったという。2013年にGallhammerの活動を休止した。2017年からソロプロジェクト「VivianKrist（ヴィヴィアン・クリスト）」で活動している。

## 人物
影響受けたアーティストとしてヘルハマー、セルティック・フロスト、アメビックス、バーズムを挙げている。ジューダス・プリーストの大ファンである。また、Corruptedのことを「世界で偉大なバンド」と称していた。ナパーム・デスとペインキラーのコンサートを見て、音楽を始めようと思ったと公言している。